# Ihme-Zentrum

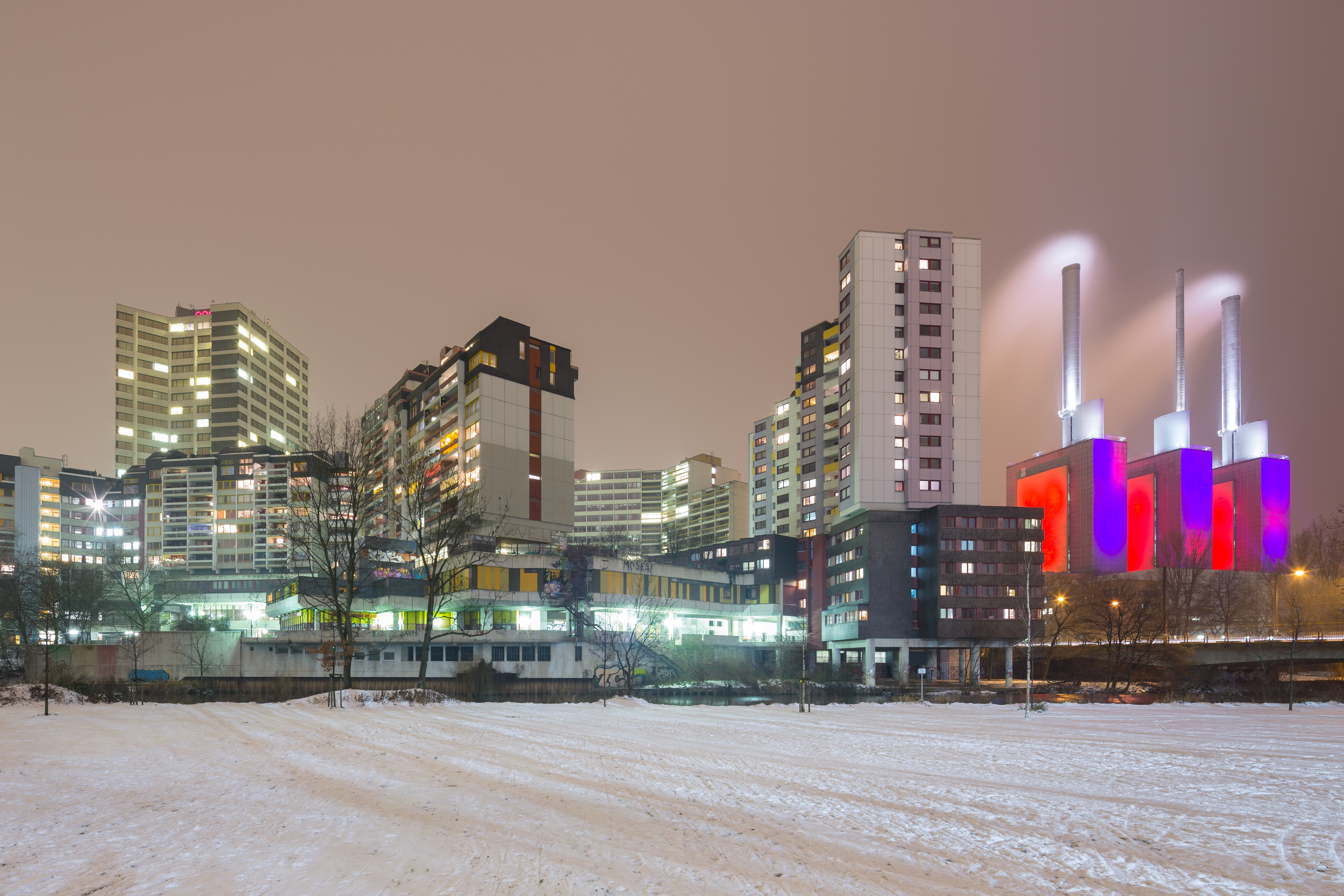
Nordostseite des Ihme-Zentrums: im Vordergrund der neugestaltete Glockseepark und die vor den Gebäuden verlaufende Ihme, links das Bürohochhaus der Stadtwerke, rechts die Spinnereistraße (auf der Leinertbrücke) und das Heizkraftwerk Linden, 2016

Das Ihme-Zentrum ist ein großes Wohn-, Büro- und ehemaliges Einkaufszentrum in Hannover im Stadtteil Linden-Mitte, das 1974 eingeweiht wurde. Es liegt am westlichen Ufer des namensgebenden Flusses Ihme gegenüber der Calenberger Neustadt. Im Norden ist es durch die Spinnereistraße und den Platz Am Küchengarten begrenzt, im Westen durch die Blumenauer Straße. Die Südseite ist in unmittelbarer Nähe des Platzes Schwarzer Bär und des Veranstaltungszentrums Capitol.

## Geschichte

### Konzept

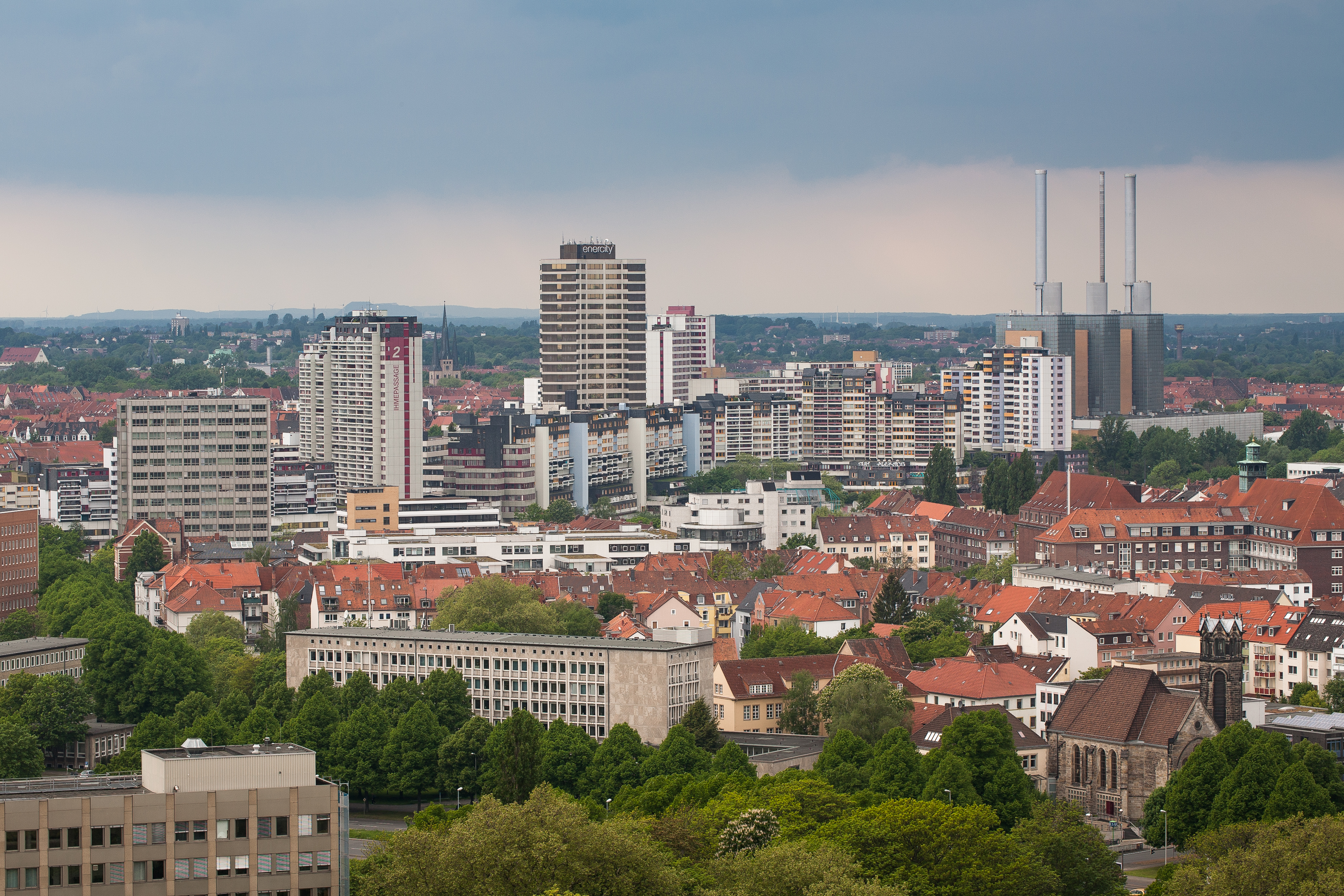
Ansicht vom Rathausturm: das Ihme-Zentrum in Süd-Nord-Ausdehnung, mit dem Bürohochhaus der Stadtwerke links der Bildmitte. Das Hastra-Hochhaus links außen steht auf der anderen Seite der Ihme und gehört nicht dazu, verdeckt aber den südlichsten Teil teilweise.

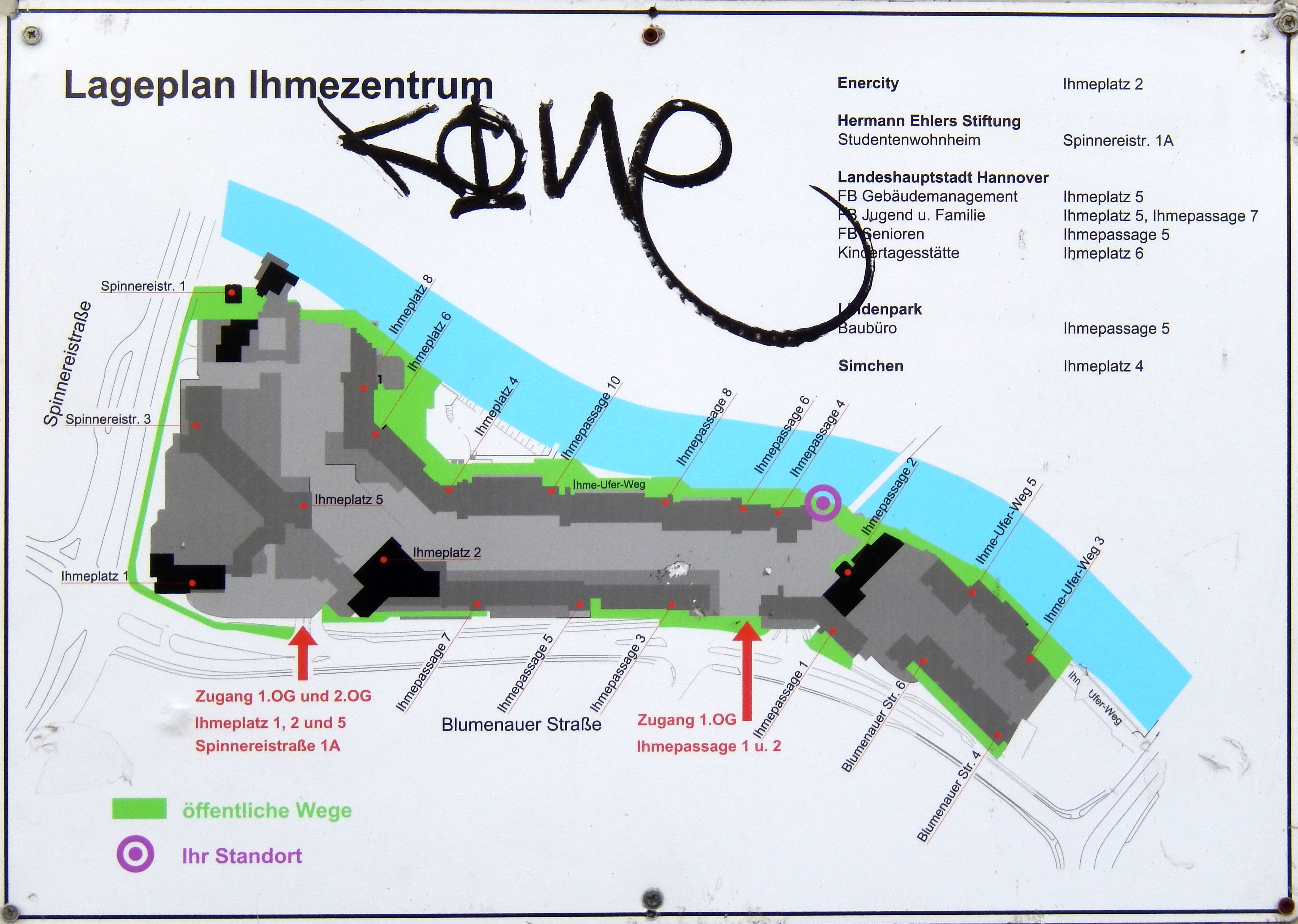
Lageplan

Das Ihme-Zentrum sollte eines von mehreren hochverdichteten Wohn-, Arbeits- und Einkaufszentren sein, die in den 1960er Jahren für das innere Stadtgebiet von Hannover geplant waren. Mit diesen Zentren sollte die Innenstadt entlastet und gleichzeitig zentral gelegener Wohnraum geschaffen werden. Das Ihme-Zentrum war das einzige dieser Zentren, das tatsächlich gebaut wurde.
Konzipiert wurde das Ihme-Zentrum als „Stadt in der Stadt“. Dies sollte andeuten, dass die meisten für das tägliche Leben nötigen Einrichtungen im Zentrum selbst vorhanden sein sollten. Im Süden und Norden von 22-stöckigen Wohnhochhäusern eingerahmt, befinden sich dazwischen zwei langgestreckte fünf- und sechsstöckige Einheiten mit Wohnungen. Eine durchgängige Ladenpassage durchzog das ursprünglich eröffnete Ihme-Zentrum. An den äußeren Enden befanden sich größere, mehrstöckige Ladengeschäfte für Ankermieter, während dazwischen kleinere Ladenlokale dominierten. Eine fast das gesamte Zentrum unterkellernde zweistöckige Tiefgarage stellte eine große Zahl von Parkplätzen bereit. Die Geschossflächenzahl, ein Maß für die Dichte der Bebauung, hat den Wert 3,8; gemäß Bebauungsplan 554 vom 25. Mai 1970 sollte sie maximal 3,0 betragen.
Bauträger war die City-Bau KG von Carl Schaetzle aus Leverkusen. Diese warb schon im August 1969 für Eigentumswohnungen und konnte im April 1971 (also vor Baubeginn) verkünden, dass bereits über 50 % der Wohnungen verkauft seien.
Bei der Grundsteinlegung am 11. November 1971 sprach Oberstadtdirektor Martin Neuffer vom Beginn eines „Jahrzehnts der großen Umbauten“ mit Blick auch auf weitere große Bauprojekte am Kröpcke und Raschplatz. Die Konzepte neuer großer Bauformen, wie sie im Herbst 1970 von Rat und Verwaltung der Stadt beschlossen wurden, unterlagen jedoch schnell einem Wertewandel, denn schon 1975 war Sichtbeton „mega-out“.
Der Stadtplaner Hanns Adrian, der 1975 als Nachfolger von Rudolf Hillebrecht Stadtbaurat in Hannover wurde, hatte schon Ende der 1960er Jahre vor der Monumentalität des Baus gewarnt: Das Projekt geriet letztendlich achtmal größer als es ursprünglich geplant war, der Ansatz der Urbanität gefiel ihm jedoch. Mit seinem Wechsel zurück nach Hannover erwarb Adrian zusammen mit seiner Frau eine Wohnung im Ihme-Zentrum, in der beide auch lebten. Auf die Frage, warum er dort wohne, sagte er: „Der beste Ort zum Wohnen in Hannover, wenn man das Ihme-Zentrum nicht sehen will, ist das Ihme-Zentrum.“

### Bau

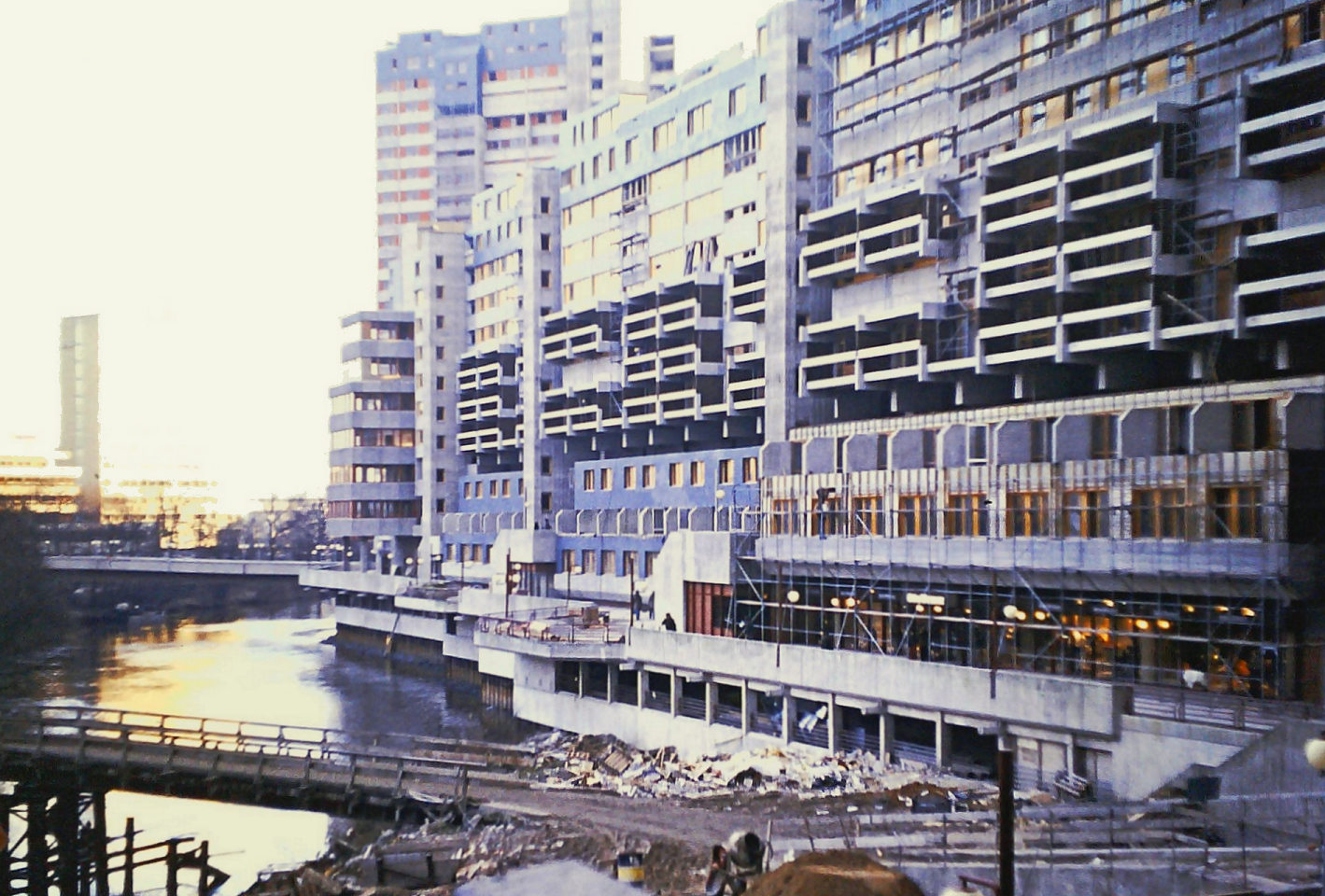
Im Bau, um 1973, das zum Fluss gerichtete Gebäude entlang des Ihme-Ufer-Weges

Auf dem Baugrundstück des Ihme-Zentrums befanden sich zuvor die 1837 gegründete Mechanische Weberei, die im Jahr 1961 ihren Betrieb eingestellt hatte, sowie die Lindener Backpulver- und Brotfabrik. Noch bevor die letzten Werksgebäude 1972 abgerissen wurden, begann im Herbst 1971 der Bau des Ihme-Zentrums durch die Citybau KG von Carl Schätzle.
Der gesamte Komplex wurde in einem Stück gebaut, was es zu einer der umfangreichsten Baustellen mit dem größten gegossenen Betonfundament Europas machte. Die Einweihung erfolgte am 31. Oktober 1974. Beim Bau entstanden bis 1975 eine Verkaufsfläche von 60.000 m² sowie Wohnflächen von 58.300 m² für etwa 860 Wohnungen (bei damaliger Wohnfläche von ca. 25 m²/Person etwa 2400 Personen; mit Stand 2020 sind es ca. 1400 Bewohner) und 8000 m² für etwa 450 Studenten. Ebenso wurde die einstige Fontäne Ihmeplatz gebaut.
Die Fundamentgründung und die Anordnung der Hochhaustürme im Bereich Ihmeplatz wurden so gestaltet, dass nachträglich ein U-Bahn-Tunnel für die geplante D-Strecke der Stadtbahn Hannover unter dem Bauwerk durchgeführt werden kann.

### Architektonische Probleme

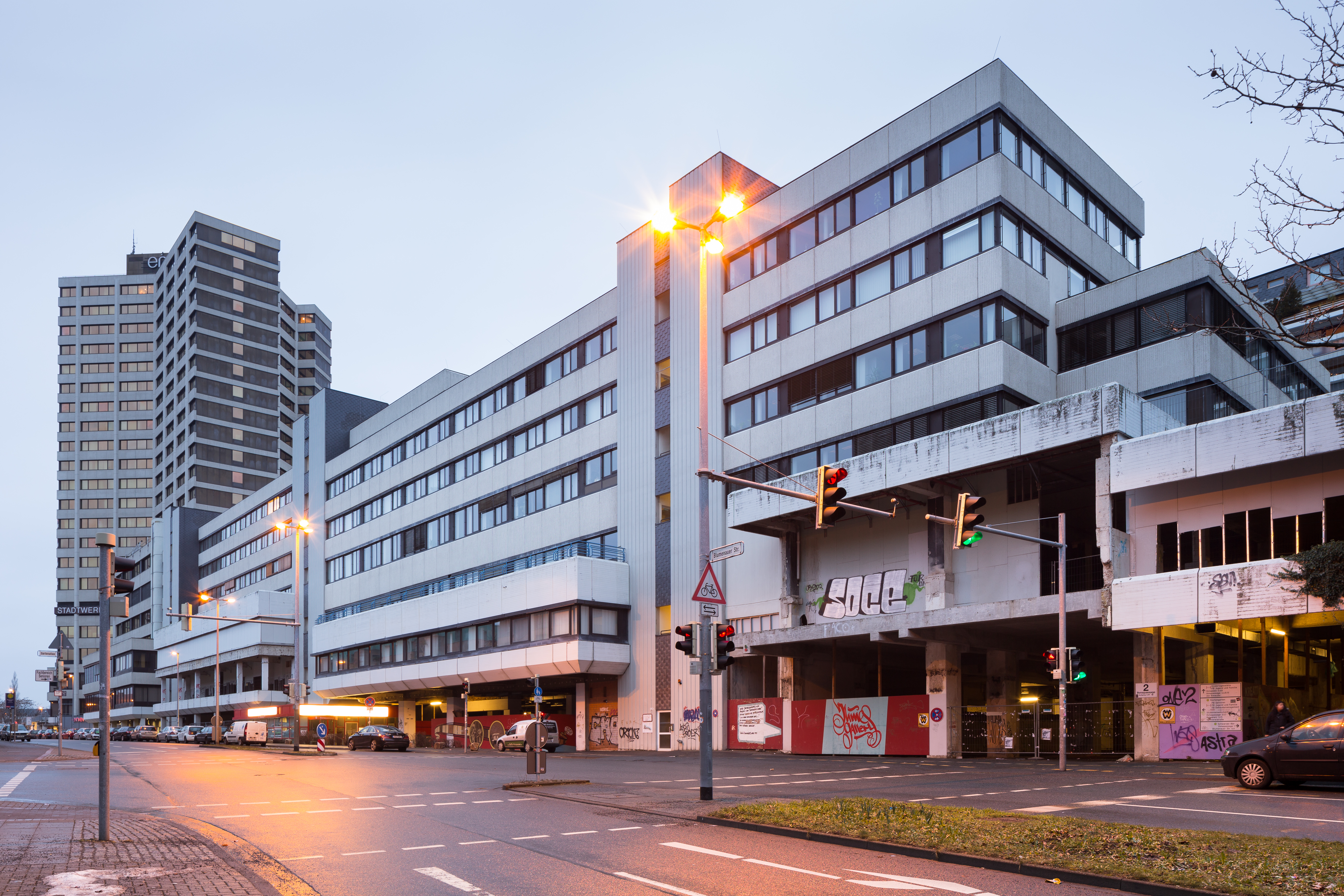
Fassade entlang der Blumenauer Straße in nordwestlicher Blickrichtung, mit dem 92 m hohen Bürogebäude der Stadtwerke am linken Bildrand

Beim Ihme-Zentrum liegen folgende architektonischen Probleme vor:
- Der Bau ist an vielen Stellen verwinkelt und unübersichtlich.
- Die Ladenpassage war nicht durchgängig überdacht. Die in den 1980er und 1990er Jahren ergänzten Dachkonstruktionen konnten das Problem nicht vollständig lösen.
- Die Nähe zum Ihmeufer wird nicht genutzt: Von der Ladenpassage aus gibt es nur einige zugige Durchgänge auf eine hochliegende Promenade, die nicht durch eine Bewirtschaftung oder Möblierung aufgewertet wird.
- Die Hauptverkehrsebene des Ihme-Zentrums liegt eine Etage über Straßenniveau und ist nur an wenigen Stellen über Treppen, Rolltreppen und -bänder oder Fahrstühle erreichbar. Die (früher bestehende) Fußgängerüberführung der Verkehrskreuzung am Küchengarten wurde nicht ausreichend akzeptiert. Nachdem die Umbaumaßnahmen im Juni 2006 begannen und die Mall dadurch kaum noch ein Geschäft vorwies, wurde die Brücke im Juni 2008 abgerissen. Die Nullebene auf Straßenniveau diente ausschließlich Bewirtschaftung und Anlieferung.

### Nutzung

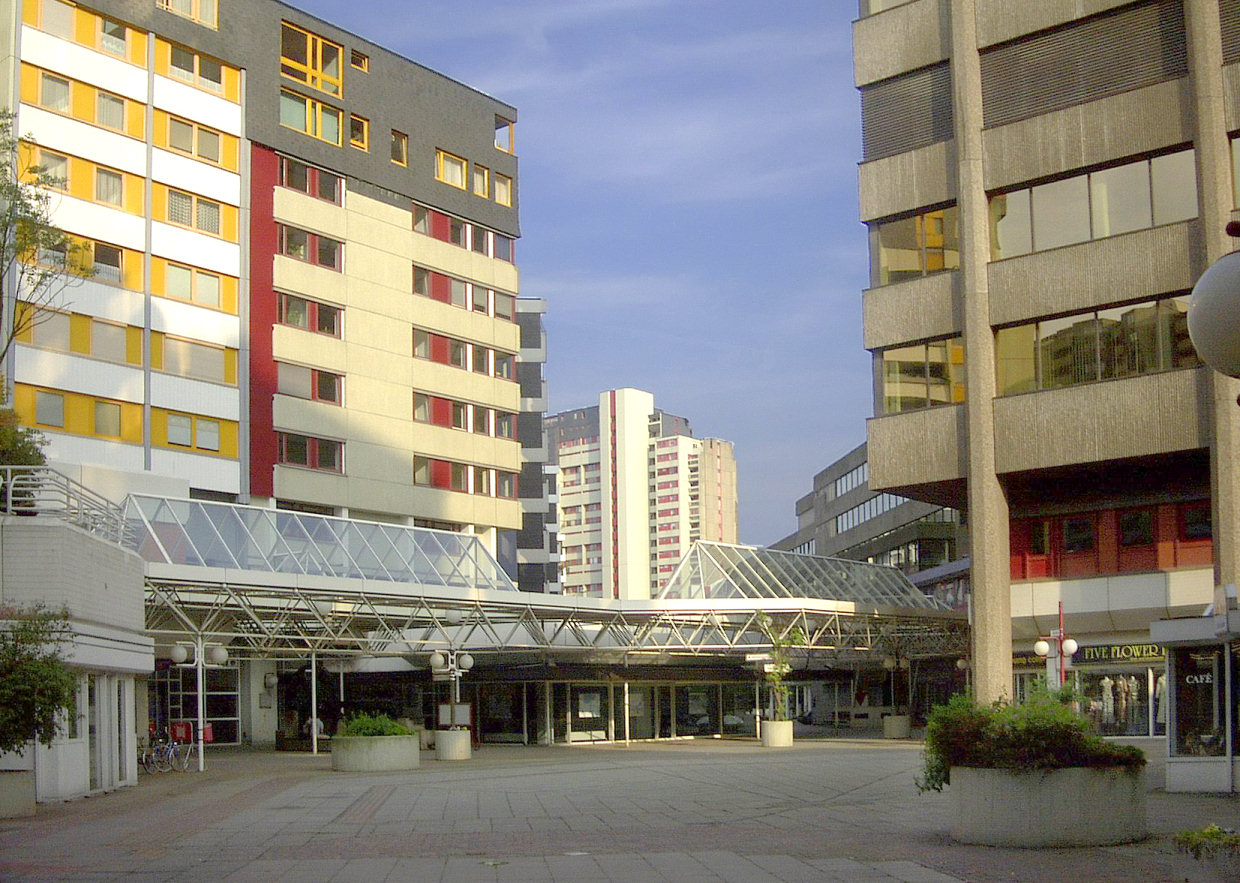
Ladenpassage am Ihmeplatz im Juni 2003

Seit seiner Eröffnung hatte das Ihme-Zentrum mit Akzeptanzproblemen zu kämpfen. Die Ladenzeilen-Ankermieter der Anfangszeit, Kaufhof im Norden und der Lebensmittelmarkt mehr Wert (später Huma) im Süden, waren nur wenige Jahre vor Ort. Auch der Huma-Nachfolger Allkauf sowie verschiedene Folgemieter konnten sich nicht halten, so dass seit etwa Mitte der 1990er Jahre die dortige zweigeschossige Verkaufsfläche leersteht. Aus dem Kaufhof-Warenhaus wurde bereits Mitte der 1980er Jahre eine Filiale der ebenfalls zu der Metro-Gruppe gehörenden Elektrohandelskette Saturn-Hansa. Nach deren Auszug 2004 gab es keinen reichweitenstarken Kundenmagneten mehr im Ihme-Zentrum, was den Niedergang der kleineren Läden (in der Mehrzahl Textil- und Schuhgeschäfte im unteren Preissegment) nochmals beschleunigte. Zu Beginn des Umbaus der Einkaufspassage im Jahr 2006 standen fast alle Ladenlokale leer.
Die Landeshauptstadt Hannover mietete Ende der 1990er Jahre im nordwestlichen Teil des Ihme-Zentrums Büroflächen von über 5000 m². Unter anderem wurde seinerzeit das Hochbauamt der Stadt aus Innenstadtbüros in das Ihme-Zentrum verlegt. 2002 wurden nach Auszug der Norddeutschen Landesbank von der Stadt Hannover weitere Büroflächen (ca. 5000 m²) für städtische Ämter gemietet, in Verbindung mit der Verpflichtung des Vermieters zu einer zügigen Revitalisierung des gesamten Komplexes. Nach Ausbleiben derselben beendete die Stadt Hannover 2023 das Mietverhältnis.
Mit den Stadtwerken Hannover (enercity) verließ im gleichen Jahr auch der letzte verbliebene Großmieter das Ihme-Zentrum; enercity hatte das als Verwaltungsgebäude angemietete Hochhaus Ihmeplatz 2 genutzt.

## Begonnener Umbau

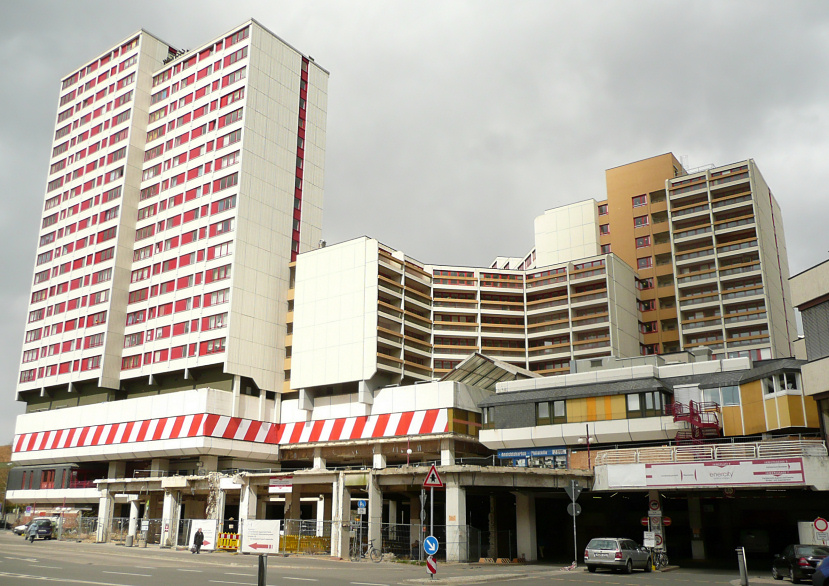
Bauzustand an der Blumenauer Straße im Jahr 2010

### Eigentümer Engel (2000–2006)
Im Mai 2000 übernahm der Investor Frank Michael Engel einen Großteil der Ladenflächen. Dieser hatte in der Vergangenheit bereits ähnliche Objekte in Deutschland erfolgreich saniert, darunter das NordWestZentrum in Frankfurt am Main.
Im Ihme-Zentrum konnten jedoch lange Zeit keine neuen Geschäfte, insbesondere keine Ankermieter, gewonnen werden. Nachdem dies im Oktober 2005 endlich gelungen war, begann im Juli 2006 der Bau für eine grundlegende Sanierung, mit der auch die zuvor genannten architektonischen Probleme entschärft werden sollten. Die Fertigstellung der Sanierung war für Anfang 2008 geplant.

### Eigentümer Carlyle (2006–2009)
Im Juli 2006 wurden die Anteile der Firmengruppe Engel von der amerikanischen Carlyle Group übernommen, die zunächst den Umbau in leicht abgewandelter Form weiterführte. Der geplante Linden-Park war das erste Immobilienentwicklungsprojekt, in das Carlyle mit seinem zweiten Immobilienfonds, Carlyle Europe Real Estate Partners II, in Hannover investierte. Herzstück der Pläne war eine neue, mit viel Glas und hochwertigen Baumaterialien geplante Ladenpassage im Erdgeschoss auf Straßenebene. Auch die Erneuerung der darüber liegenden Passage als Mall war im Bau. Das Projekt lief unter dem Namen Linden-Park und sollte im dritten Quartal 2009 fertiggestellt werden.
Infolge der allgemeinen Krise an den Kapitalmärkten geriet die Muttergesellschaft Carlyle Group unter finanziellen Druck.
Im Januar 2009 kam es zu einem Baustopp als Folge der Nichtbezahlung von Baufirmen. Auf Grund von Brandschutzmängeln wurde der größte Teil der Tiefgarage gesperrt. Am 23. Februar 2009 beantragte der Investor Carlyle für seine am Umbau des Komplexes beteiligten Projektgesellschaften Insolvenz. Die Eigentumsanteile der Carlyle Group wurden daraufhin bis zum Jahr 2015 durch einen Zwangsverwalter verwaltet.

### Zwangsverwaltung (2009–2015)

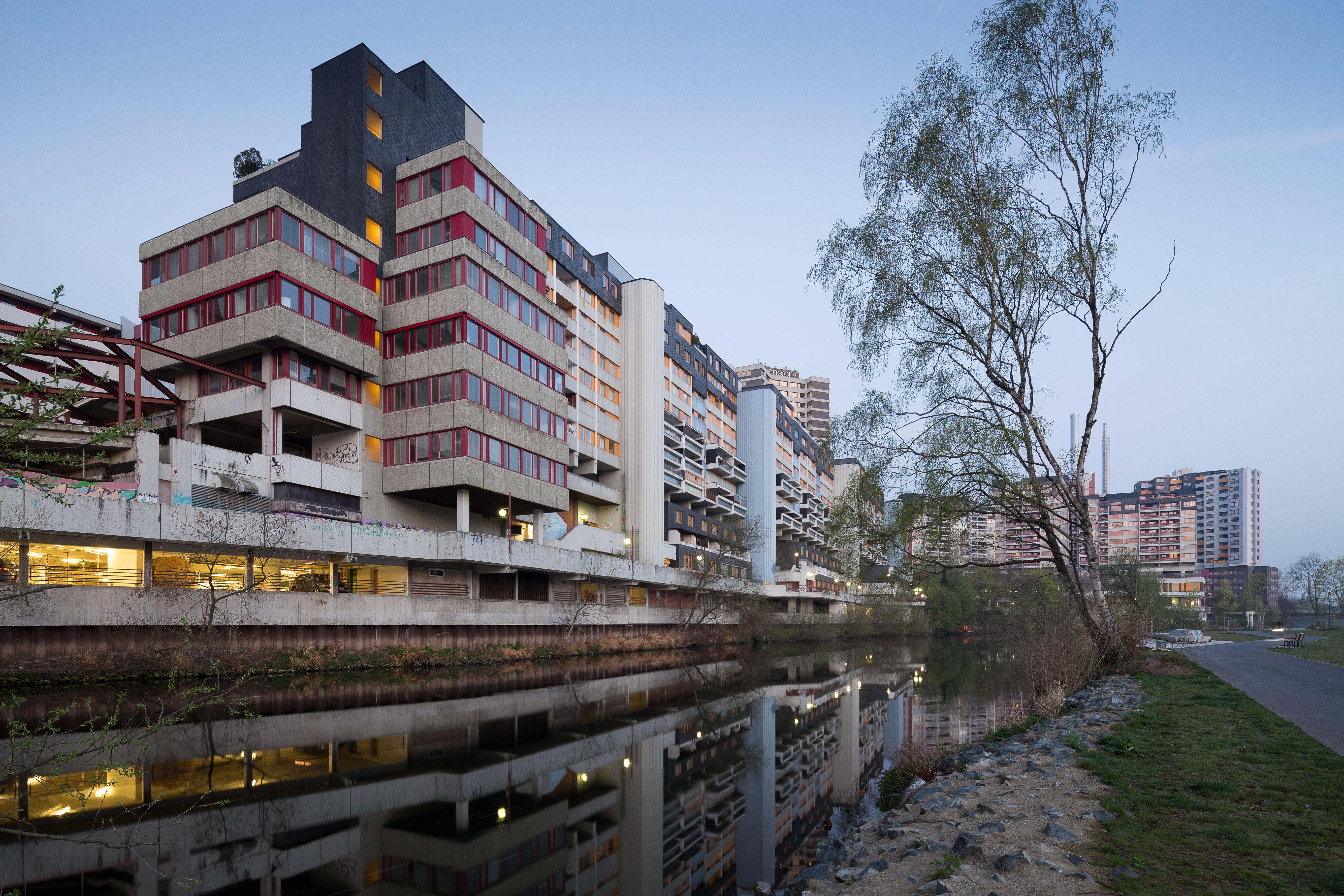
Gebäude entlang der Ihme, gesehen vom Glocksee-Park auf Höhe der Ida-Arenhold-Brücke (2014)

Die Landesbank Berlin als Kreditgeberin und damit Hauptgläubigerin der insolventen Projektgesellschaften war an einer Lösung für das Bauprojekt interessiert. Die Bank hatte 2010 den US-amerikanischen Bauträger Hines mit einer Konzeptfindung (Vorentwicklung) des Komplexes beauftragt. Außerdem wurde eine Änderung der Teilungserklärung sowie der Gemeinschaftsordnung angestrebt mit dem Ziel, die Wohn- und Gewerbebereiche stärker rechtlich voneinander zu trennen, wodurch das Objekt für Investoren interessanter werden sollte. Dafür war die Zustimmung aller 543 Wohnungsbesitzer nötig. Bis Dezember 2011 hatten dem etwa 84 % zugestimmt, die Unterschriftensammlung dazu hatte im Januar 2011 begonnen; die nötigen 100 % wurden jedoch nicht erreicht.
Am 5. August 2014 wurde beim Amtsgericht Hannover eine erste Zwangsversteigerung der Carlyle-Anteile des Ihme-Zentrums durchgeführt. Es fand sich kein Käufer, da das geforderte Mindestgebot von knapp 25 Mio. Euro nicht erreicht wurde.
Der damals im Ihmezentrum lebende Sprayer Moses hat in einem Video mit zehntausenden Aufrufen gesagt, er wolle das Ihmezentrum ersteigern und dort einen eigenen Staat (Overground) gründen. Ihm fehle jedoch die finanzielle Möglichkeit.

### Eigentümer Intown (2015–2019)

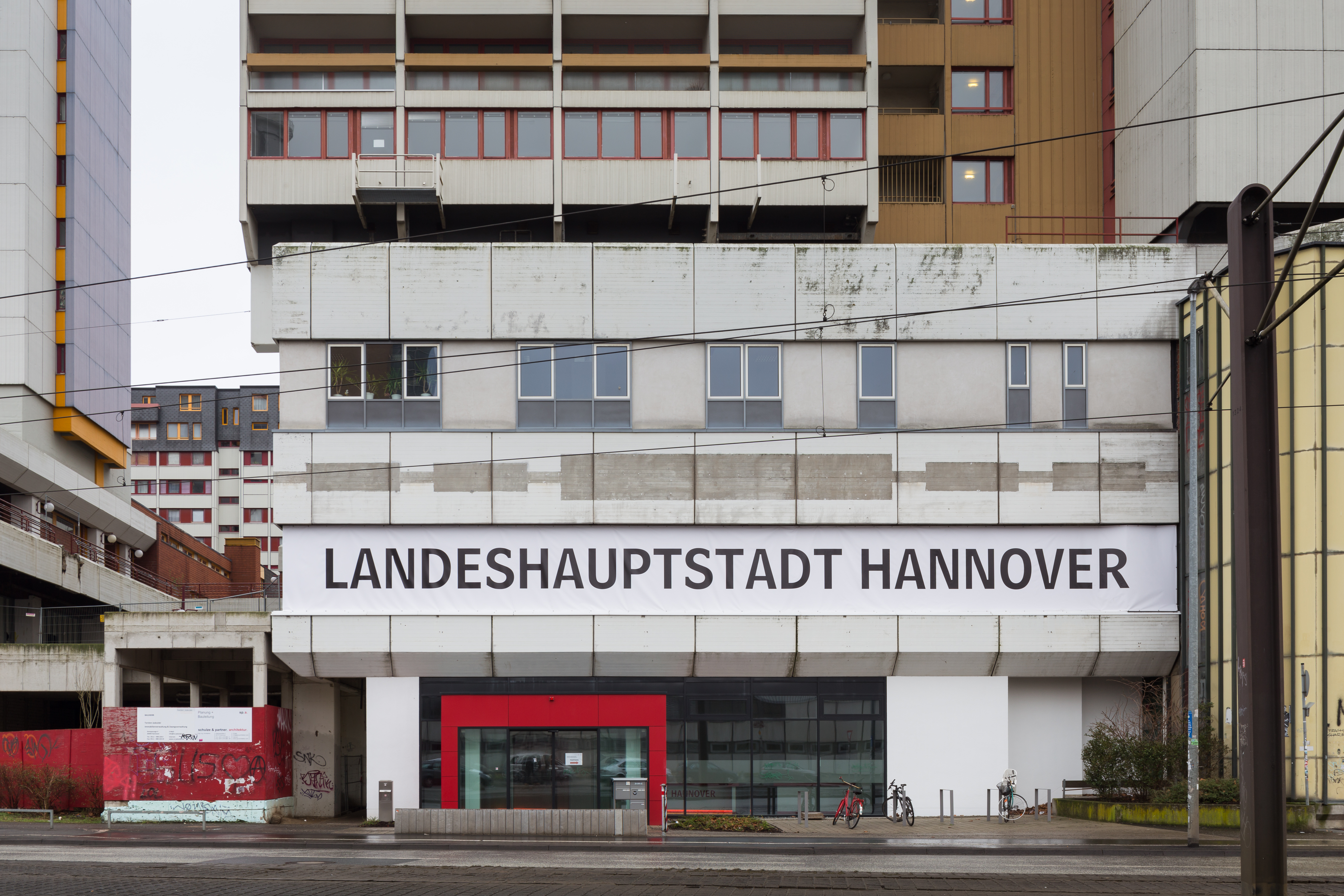
Die Stadt Hannover war einer der größten Büromieter im Ihme-Zentrum (hier: Eingang in der Spinnereistraße, 2016)

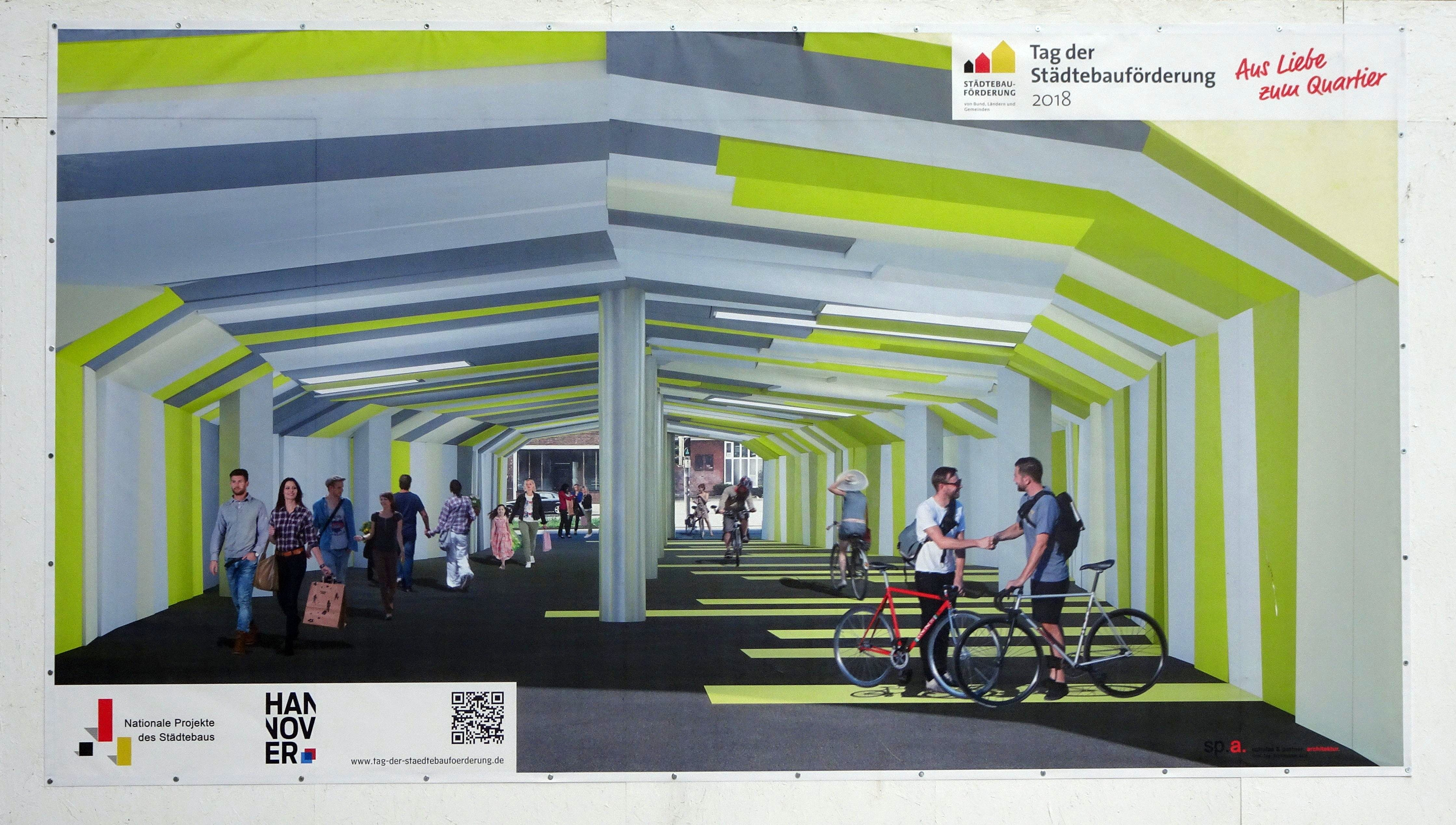
Plakat der Stadt Hannover für einen Fahrradweg durch das Ihme-Zentrum, 2018

Am 25. Februar 2015 fand ein weiterer Versteigerungstermin am Amtsgericht Hannover statt. Die Carlyle-Anteile wurden dabei für 16,5 Millionen Euro an die Projekt Steglitzer Kreisel Berlin Grundstücks-GmbH verkauft. Die Tagespresse nannte diese als Tochter der Firma Intown, hinter der israelische Investoren stünden.
Im Dezember 2015 wurde bekannt, dass der Investor eine neue, einheitliche Fassadenverkleidung anbringen möchte. Die Außenwände sollen mit Dämmplatten versehen werden, um so Lücken zu schließen. Im Entwurf seien nur vereinzelt Fenster vorgesehen. In dem Bereich, der für Supermärkte gedacht sei, werde es keine Öffnungen geben. Im Januar berichtete die Tagespresse darüber, der Verwalter habe mehrere Handelsunternehmen gewinnen können, die leerstehende Gewerbeflächen mieten wollen, darunter die Supermarktkette Edeka. Auch die Stadt Hannover, die einer der größten Büromieter sei, habe zuletzt konstruktiv mit den Investoren verhandelt. Im Sommer 2015 war von der Stadt gefordert worden, dass „möglichst bis Ende des Jahres 2015“ Mietverträge unterschriftenreif sein sollten. Ende Januar 2016 berichtete die Tagespresse darüber, dass 250 Angestellte der Stadt vom Ihme-Zentrum in das ehemalige Bürogebäude der Sparkasse Hannover am Aegidientorplatz 1 wechseln sollen. Es handele sich um Mitarbeiter des Gebäudemanagements. Die freiwerdenden Büroräume würden anschließend von den Fachbereichen für Jugend und Familie sowie für Senioren übernommen.
Im Dezember 2015 erklärte das Niedersächsische Landesamt für Denkmalpflege, das Ihme-Zentrum werde nicht zum Baudenkmal erhoben. Pläne dazu hatte im Juni 2015 die Grünen-Ratsfrau Elisabeth Clausen-Muradian formuliert. Nach Angaben der Denkmalpfleger sei der architektonische „Gesamtzusammenhang […] durch die Herausnahme quasi des gesamten Geschäftsbereichs zerstört“, auch habe es zu viele Umgestaltungen der Passagen im Innern gegeben.
Am 29. November 2016 wurde bekannt, dass die Stadt Hannover einen Ende 2017 auslaufenden Mietvertrag bis Mitte 2020 verlängert und die Stadtwerke nur bis 2020 im Ihme-Zentrum bleiben werden.
Die Projekt Steglitzer Kreisel Berlin Grundstücks-GmbH wurde mit Wirkung zum 28. Februar 2017 umbenannt in Projekt IZ Hannover GmbH.
Am 3. März 2017 gab das Bundesministerium für Umwelt, Naturschutz, Bau und Reaktorsicherheit bekannt, dass es zwei Millionen Euro zur Förderung der Revitalisierung und Schaffung eines querenden Rad- und Fußwegs bereitstellen wird.
Am 6. Februar 2018 wurde für den Umbau der Fassade ein Zeitraum von 2018 bis 2021 und für Arbeiten im Inneren bis 2022 genannt. Im April 2018 wurde bekannt, dass die Stadt ihre Büro-Mietverträge langfristig verlängern möchte, sofern der Investor die Gebäude saniert.
Im März 2019 wurde bekannt, dass ein Verkauf der Intown-Anteile an die Civitas Property Group S.A., eine Tochter der Sapinda Gesellschaft des Finanzinvestors Lars Windhorst, geplant ist. Dieser kündigte an, die von Intown begonnenen Arbeiten und Verträge weiterführen zu wollen.

### Eigentümer Tennor/Civitas/PIZ (seit 2019)
Bis zum Sommer 2019 wurde der Verkauf der Intown-Anteile (d. h. der Projekt IZ Hannover GmbH, die Eigentümer dieser Anteile ist) (PIZ) am Ihme-Zentrum an die zur Tennor-Gruppe gehörende Civitas Property Group S.A. durchgeführt.
Im Mai 2021 wurde bekannt, dass der neue Eigentümer die im Vertrag mit der Stadt Hannover festgelegte Erneuerung der Fassaden von 70 Prozent bis zum 30. Juni 2021 aufgrund von sowohl planerischen als auch technischen Problemen nicht fertigstellen kann. In Folge teilte die Stadt im März 2023 mit, den Mietvertrag aufgrund der nicht eingehaltenen Ziele zu kündigen.
Nach Rückständen in den Hausgeldzahlungen der PIZ stellte die Eigentümergemeinschaft im August 2023 einen Insolvenzantrag gegen die PIZ, dem Ende September 2023 stattgegeben wurde. Seitdem läuft ein vorläufiges Insolvenzverfahren. Ende 2023 bestellte das Insolvenzgericht beim Amtsgericht Hannover den Anwalt Jens Wilhelm V zum Insolvenzverwalter. Die Eigentümergemeinschaft leistete Sonderzahlungen zum Hausgeld.
Windhorst kam über Monate hinweg Aufforderungen durch das Gericht nicht nach, Angaben über die Eigentumsverhältnisse und Zahlungsflüsse zu machen und Unterlagen und Schlüssel einzureichen. Er erschien zudem am 22. April 2024 nicht vor dem Gericht und kam insofern seiner gesetzlichen Pflicht zur Mitwirkung an dem Insolvenzfahren nicht nach. Das Gericht erließ im Mai 2024 einen Haftbefehl, setzte ihn nach einer Beschwerde Windhorsts bis zu einem neuerlichen Gerichtstermin außer Vollzug und hob ihn dann Ende Juni 2024 auf. Das Gericht sieht Windhorst als den de-facto-Geschäftsführer der Projekt IZ Hannover GmbH an und geht davon aus, dass der Firma 83 % des Zentrums gehören.
Im April 2025 wurde Malte Köster als neuer Insolvenzverwalter eingesetzt.

### Planungen
| Zeitpunkt gemäß Planung 2018 | Zeitpunkt gemäß Planung 2021 | geplantes Ereignis                                 | Aktuelle Lage, Bemerkungen                       |
| ---------------------------- | ---------------------------- | -------------------------------------------------- | ------------------------------------------------ |
| 31. Dezember 2020            |                              | Ende Mietvertrag Enercity (Stadtwerke)             | Enercity ist im September 2023 ausgezogen        |
| 30. September 2021           |                              | Ende Mietvertrag Stadt Hannover für Ihmeplatz 5    | Stadt Hannover ist ausgezogen                    |
| 31. Dezember 2021            |                              | 9000 m² Einzelhandelsflächen sollen vermietet sein | keine Vermietung möglich weil Umbau nicht fertig |
| 31. Dezember 2021            | September 2022               | Durchwegung fertig (Querung durch Rad- und Fußweg) | Bau nicht begonnen (Provisorium nutzbar)         |
| 1. Oktober 2022              | Mitte 2023                   | Ende Sanierung Bürogebäude Ihmeplatz 5             | Sanierung nicht begonnen                         |
| 1. Oktober 2022              | Mitte 2023                   | Start Mietvertrag Stadt Hannover, Wiedereinzug     | Stadt hat den Mietvertrag im März 2023 gekündigt |
| 31. Dezember 2022            | Mitte 2023                   | Ende Umbaumaßnahmen Gewerbe im Sockelgeschoss      |                                                  |
| 30. September 2024           |                              | Ende Mietvertrag Stadt Hannover                    | Stadt hat den Mietvertrag im März 2023 gekündigt |

### Fotos aus den Gemeinschafts- und Gewerbebereichen ab 2015

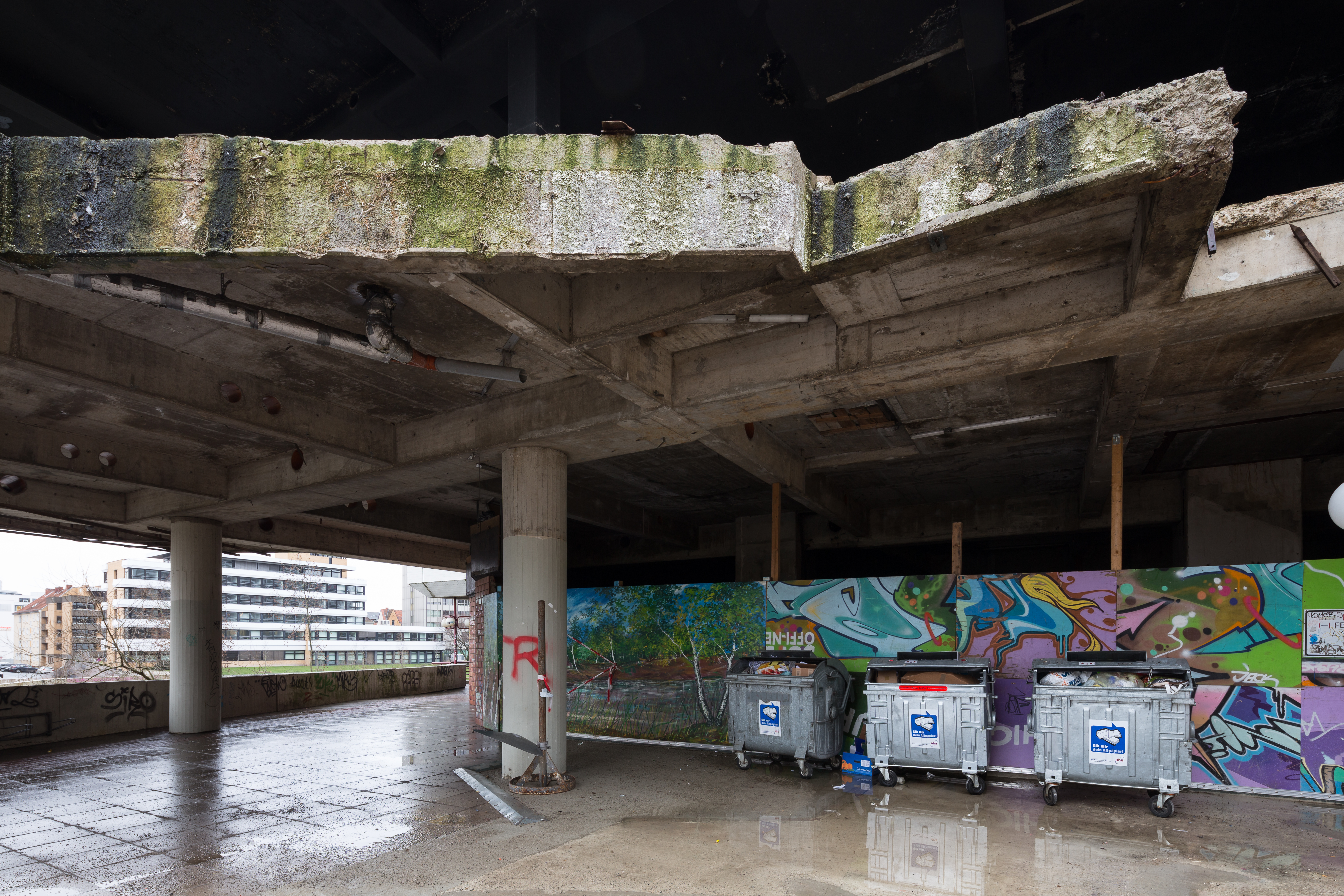
Abgebrochene Zwischenebene vor dem Haus Ihmepassage Nr. 2
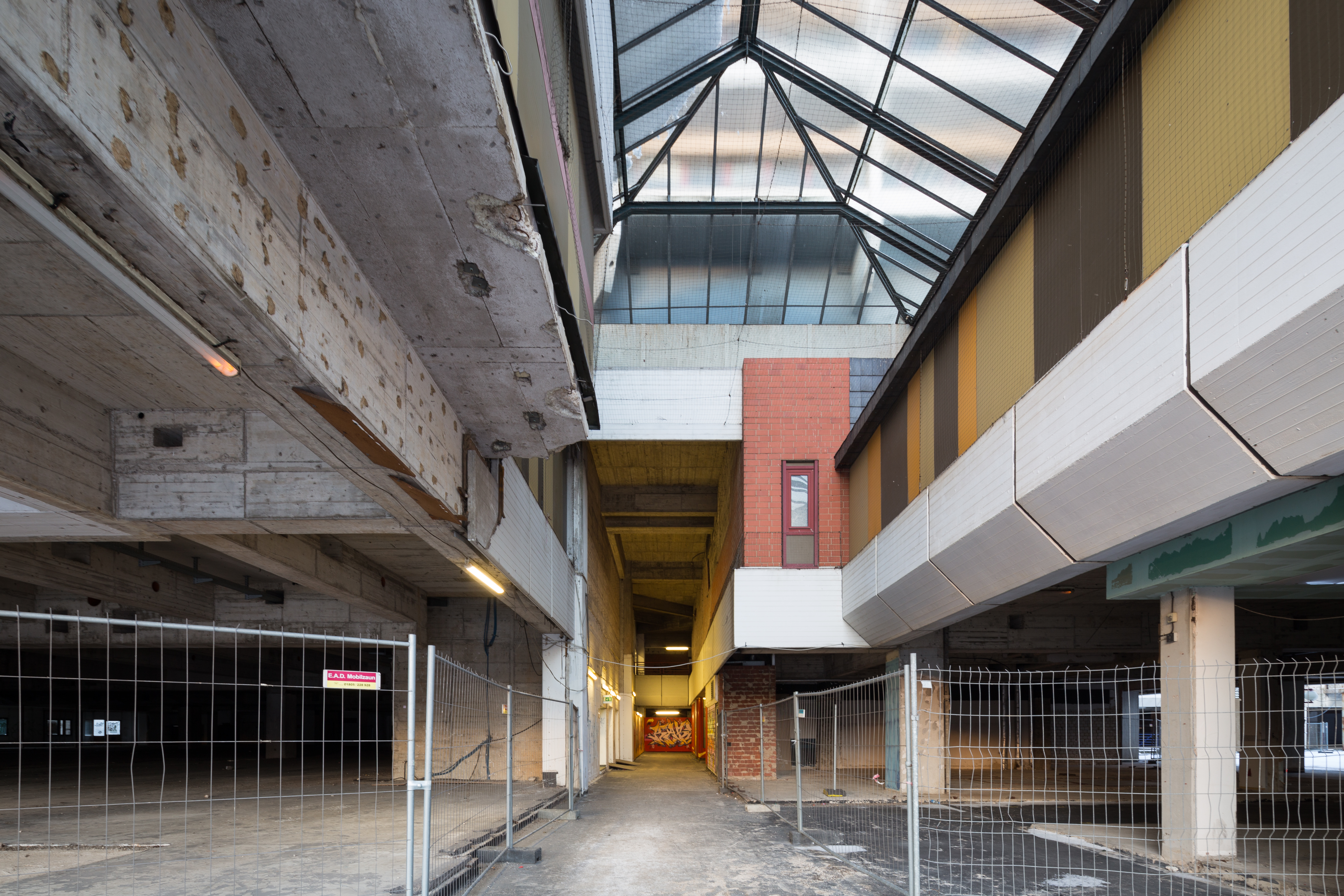
Eingang von der Blumenauer Straße, nahe dem Küchengarten
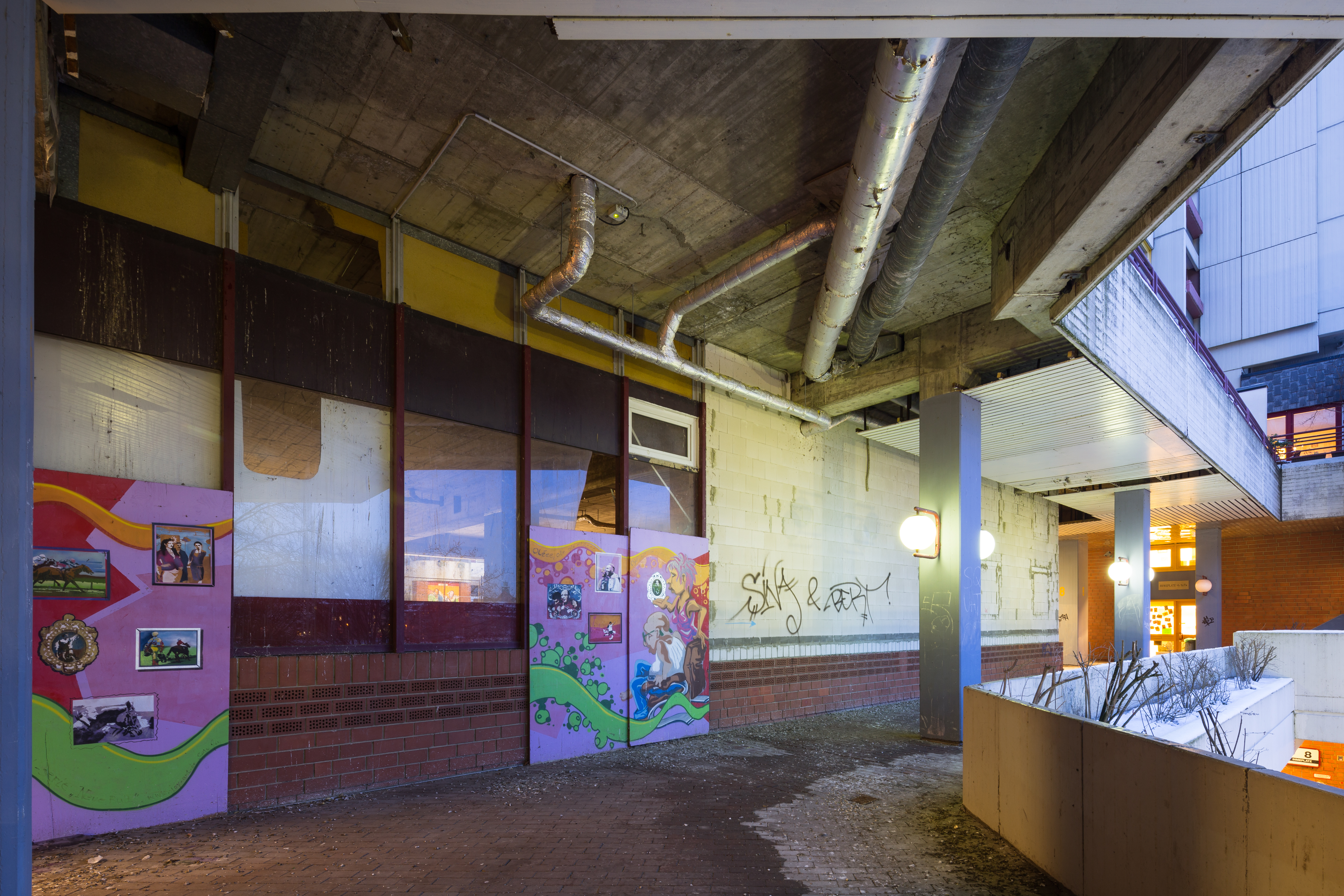
Ihme-Ufer-Weg auf Höhe Ihmeplatz Nr. 6 und 8
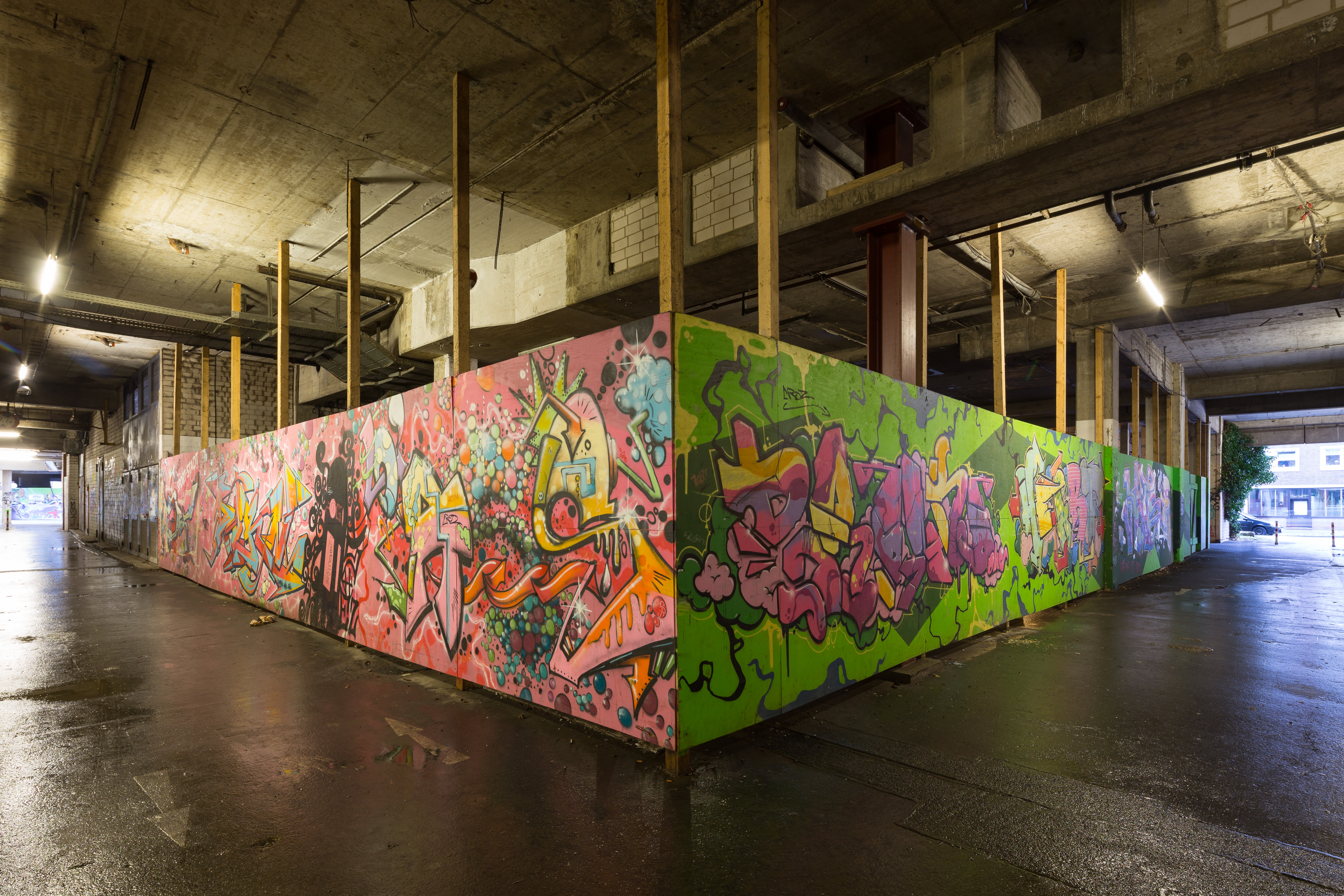
Durchgang vom Ihme-Ufer-Weg zur Blumenauer Straße
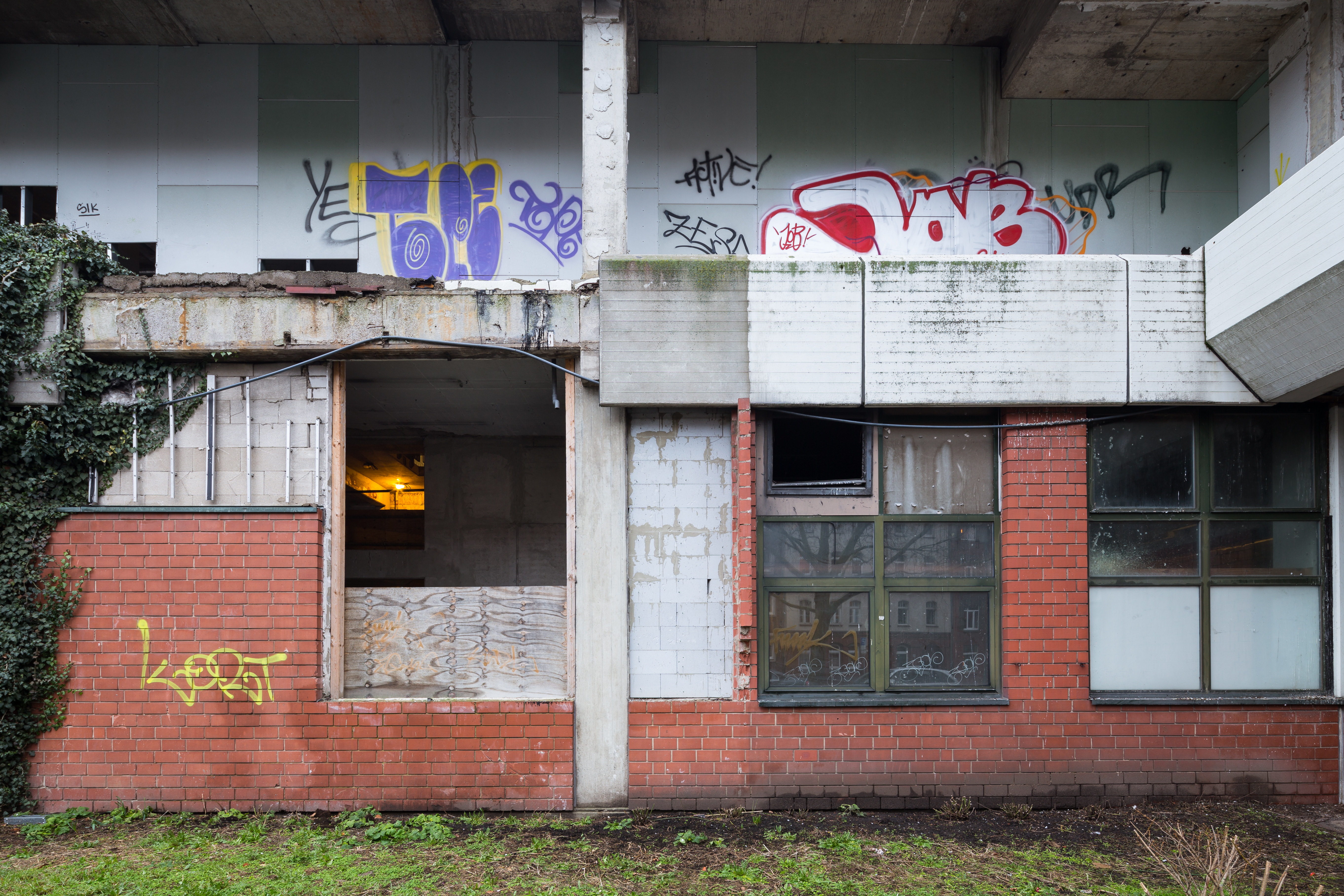
Fassade auf Höhe Blumenauer Straße Nr. 6

## RAF
Im Januar 1978 entdeckte die Polizei im Ihme-Zentrum nach dem Hinweis eines Wohnungsnachbarn eine konspirative Wohnung der linksterroristischen Vereinigung RAF. Nach dem Eindringen stellte die Polizei fest, dass die Wohnung bereits verlassen war. Aufgefunden wurde neben handschriftlichen Notizen Material zum Bau einer Stalinorgel. Anhand von Fingerabdrücken vermutete das BKA, dass die Wohnung den RAF-Terroristen Knut Folkerts, Silke Maier-Witt, Ingrid Siepmann und Monika Helbing bis September 1977 als Rückzugsort gedient hatte. RAF-intern wurde das Ihme-Zentrum Klotz genannt, was sich anscheinend auf das klotzartige Aussehen des Baus bezog.

### Aktuelle Situation
- Website des Vereins Zukunftswerkstatt Ihme-Zentrum e. V.
- Nadine Conti: Der geborstene Gigant – Ihme-Zentrum in Hannover auf taz.de, abgerufen am 5. April 2023
- Das Ihmezentrum – gehasst, gemobbt und geliebt von Benny Rebel, 30. Januar 2022
- Berichte zum Ihme-Zentrum auf punkt-linden.de
- Wohnen über bröckelndem Beton Beitrag von Marietta Schwarz auf Deutschlandfunk Kultur, abgerufen am 2. Dezember 2019

### Zeitspanne mit Eigentümer Intown (2015–2018)
- Die Talkterrine – Thema: Wie weiter mit dem Ihmezentrum? auf YouTube, 20. April 2018 (einstündige Diskussionsrunde, Fernsehsendung von h1).
- Ihme-Zentrum: Rückendeckung für Übergangsregelung (Memento vom 8. Januar 2017 im Internet Archive) mit Link zu den Konzeptentwürfen vom Dezember 2016 (PDF; 11 MB) bei Hannover.de
- Wolfgang Becker: Ihmezentrum: Offene Fragen zum Investor Intown bei hallolinden.de (November 2015)

### Historisch (Situation vor 2015)
- Landeshauptstadt Hannover, Bebauungsplan Nr. 554 aus dem Jahr 1970 (Memento vom 7. September 2014 im Internet Archive; PDF; 12,8 MB)
- Duldend den Friedensschutt ertragen, Artikel in: Der Spiegel vom 1. August 1977
- Jochen Lambernd: Vor 50 Jahren: Das Ihme-Zentrum in Hannover wird eingeweiht bei ndr.de vom 31. Oktober 2024
- Ulrich Bock, Carry Anne Greiner: 50 Jahre Hannover und das Ihme-Zentrum: Die Chronik des Verfalls in Bildern und Anekdoten in Hannoversche Allgemeine Zeitung vom 31. Oktober 2024